# Mazkeret Batya
Mazkeret Batya (en hébreu : מַזְכֶּרֶת בַּתְיָה) (littéralement "Mémorial de Batya") est une ville d’Israël, dans le District centre.
Elle est située au sud-est de Rehovot et à 25 kilomètres de Tel-Aviv.
La ville s'étend sur 7 440 dunams (7 km²). En décembre 2008, sa population est de 9 900 habitants.

## Histoire

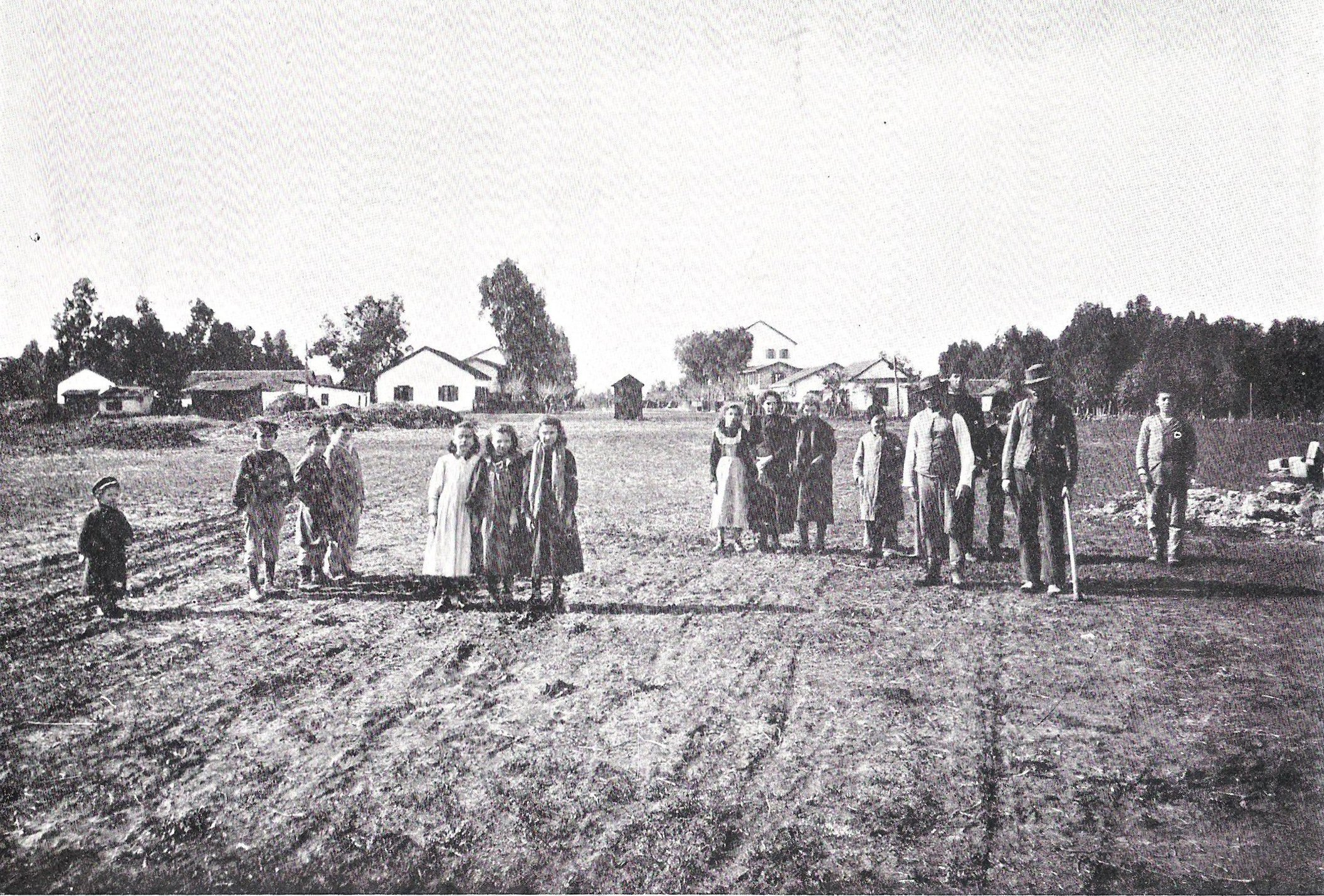
Mazkeret Batya au début de sa fondation, avant 1899

Mazkeret Batya a été fondée le 7 novembre 1883 par 10 pionniers de Russie et 7 juifs locaux. La ville s'appelait à l'origine Eqrôn, la première colonie agricole du mouvement Hovevei Tsion (en français : Amants de Sion). Le terrain a été acheté par le baron de Rothschild dans une première tentative d'introduire l'agriculture juive en Palestine. Le Rabbin Shmuel Mohilever a contribué à mobiliser des fonds et à organiser les colons. Les restes de Mohilever ont ensuite été ré-inhumés dans le cimetière de Batya Mazkeret. En 1887, le nom de la ville a été changé en Mazkeret Batya', en mémoire de Betty Salomon de Rothschild, mère du baron Edmond James de Rothschild.
L'économie du village était à l'origine basée sur l'agriculture sèche, ce qui a été continué même après que la société Mekorot ait construit un pipeline pour amener l'eau à partir de Rehovot. In 1947, Mazkeret Batya abritait 475 personnes.
Au cours de la période de la Palestine sous mandat britannique, un poste de police juive a été créé à Mazkeret Batya pour protéger les routes locales. Pendant la guerre d'Indépendance, les convois vers Jérusalem assiégée partaient de Mazkeret Batya. Un hôpital de campagne y a été installé pour soigner les combattants Haganah blessés à la bataille de Latroun.
Selon une source, à la fin du mandat britannique sur la Palestine, les Britanniques ont essayé de remettre l'aérodrome à proximité d'Aqir et le camp aux Palestiniens, apparemment sans succès.

## Aujourd'hui
Du fait de sa proximité avec Tel Aviv, Mazkeret Batya a récemment connu une poussée de croissance. Mazkeret Batya est une communauté mixte de Juifs religieux et laïques.
Ses sites historiques comprennent Beit Ha'Itut (maison du Signal), la Grande Synagogue, Beit Meshek HaBaron, la Roue à eau et le bien, le réservoir et la vieille basse-cour.

## Relations internationales

### Jumelage
La ville de Mazkeret Batya est jumelée avec:
- Celle, Allemagne[4]
- Calgary, Canada[5]
- Meudon, France[6]
- Memphis, États-Unis